# Rüdesheimer Platz (Berlins tunnelbana)
Rüdesheimer Platz är en tunnelbanestation i Berlin på tunnelbanelinjen U3 i Wilmersdorf-distriktet i Charlottenburg-Wilmersdorf-distriktet och ligger under Rüdesheimer Straße i Rheingauviertel. Det ursprungliga tunnelbanebolaget, Hochbahngesellschaft, öppnade stationen tillsammans med resten av linjen Wittenbergplatz – Thielplatz den 12 oktober 1913.

## Berättelse
Rüdesheimer Platz tunnelbanestation byggdes som en del av byggandet av tunnelbanan Wilmersdorf-Dahlemer mellan Wittenbergplatz och Thielplatz i södra delen av Dahlem-området som heter Domäne Dahlem. Eftersom samhället i Wilmersdorf fäste stor vikt vid en representativ utformning av stationerna av anledningar till prestige, fick de arkitekten Wilhelm Leitgebel att ta över denna uppgift.
Leitgebel, som också designade närliggande järnvägsstationer vid Breitenbachplatz och Heidelberger Platz, valde främst motiv från vinodling för tunnelbanestationen; de angränsande gatunamnen på Rüdesheimer Platz sägs ha inspirerat honom. Mitt på plattformen finns åttkantiga granitpelare med runda stöd som stöder det plasterade, kassettformade taket. Ljuselementen är var och en i en kassett, omgiven av mosaiker. Plattformens väggar består vardera av nischer, som växlar mellan plana nischer avsedda som reklamutrymme och halvcirkelformade nischer som bär stationsskyltar av mosaik. Plattformens väggar stängs var och en av en mörkgrön keramisk remsa. Konstnären Martin Meyer-Pyritz var ansvarig för de små keramiska djurskulpturerna (vinstockar, druvor, insekter och reptiler: allt om livet i en vingård ) som också fästes.
De två ingångarna, som ligger på en central ö i Rüdesheimer Straße, designades av Wilhelm Leitgebel med stentrappor och två pyloner utrustade med lampor. Leitgebel valde St. Andrews kors, rosetter och druvor som designfunktioner för metallportarna.
Samtidigt som byggandet av stationen ägde rum omformningen av den ovanjordiska torget. Planerna som realiserades av Paul Jatzow mellan 1910 och 1914 flyttade den nya järnvägsstationen in i mitten av kvartalet kantad med tre och fyra våningar hus.
Stationen drabbades av förstörelse under andra världskriget. Främst påverkades ingångarna, som efter 1945 - precis som hela stationen - byggdes om på ett förenklat sätt. Under en allmän renovering mellan 1987 och 1988 återställde Berliner Verkehrsbetriebe (BVG) större delen av stationen till sitt ursprungliga skick. Dessutom ersattes de utställda bilderna med vinodlingsmotiv av fotografen Siegfried Sage med modern graffitikonst. Ytterligare en renovering ägde rum 2006/2007, ersatte BVG asfaltgolvet med ett ljust golv - utrustat med ett styrsystem för blinda - Granitplattor och förnyade plattor, färg och gips för cirka en miljon euro. Dessutom fick terminalbyggnaden mitt på stationen emaljpaneler för att skydda den mot vandalism. Från de ursprungliga möblerna finns det fortfarande tre dubbelbänkar i trä och den tidigare biljettbåsen i södra entrén.
En hiss mellan gatunivå och plattform öppnades den 1 januari. Öppnade juni 2019 har stationen varit barriärfri sedan dess. Arbetet började i maj 2018 och byggkostnaderna uppgick till cirka 1,2 miljoner euro. 

## Bilder

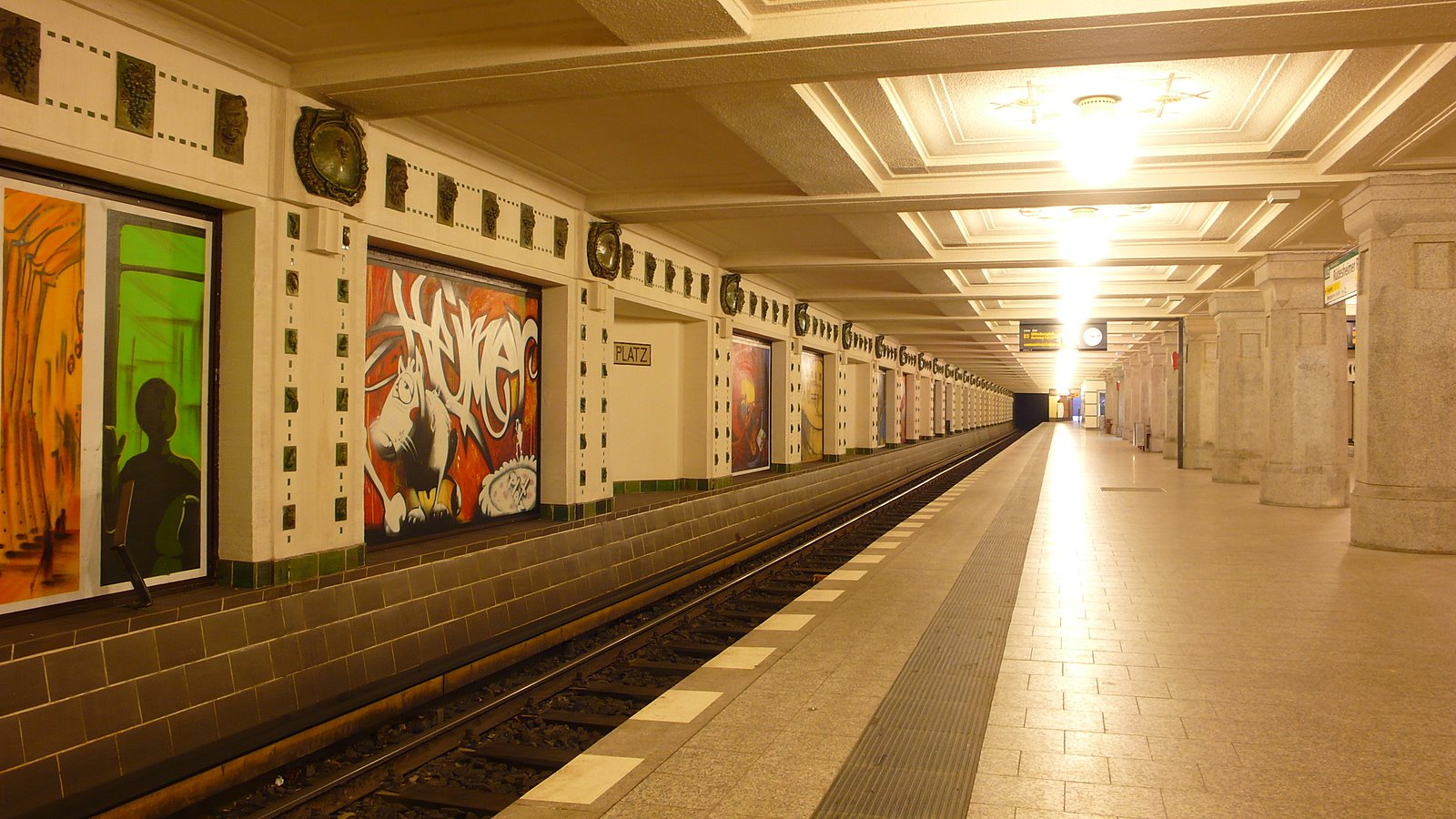
Tunnelbanestationens plattform.
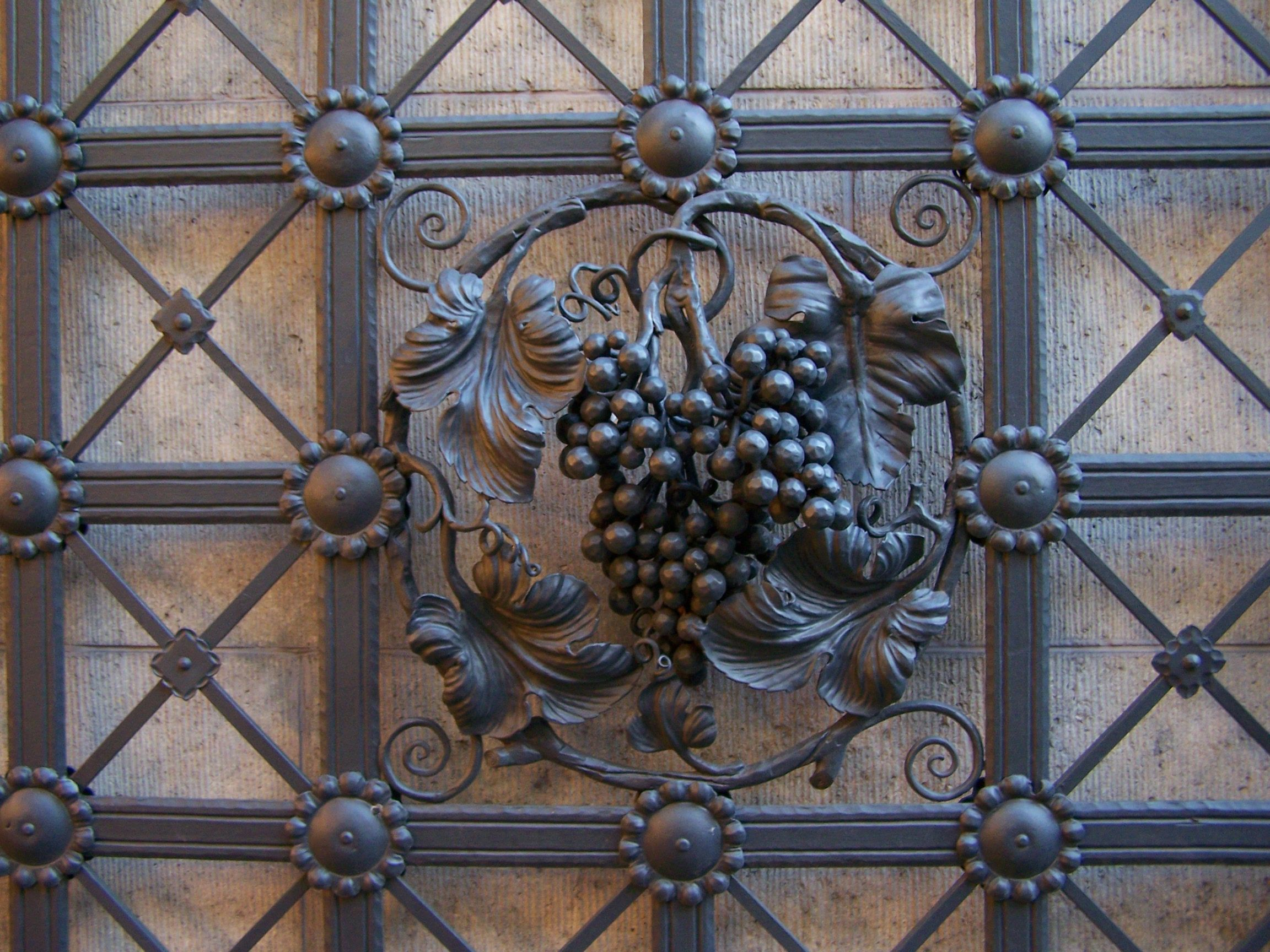
Prydnadsgaller vid södra ingången till stationen.
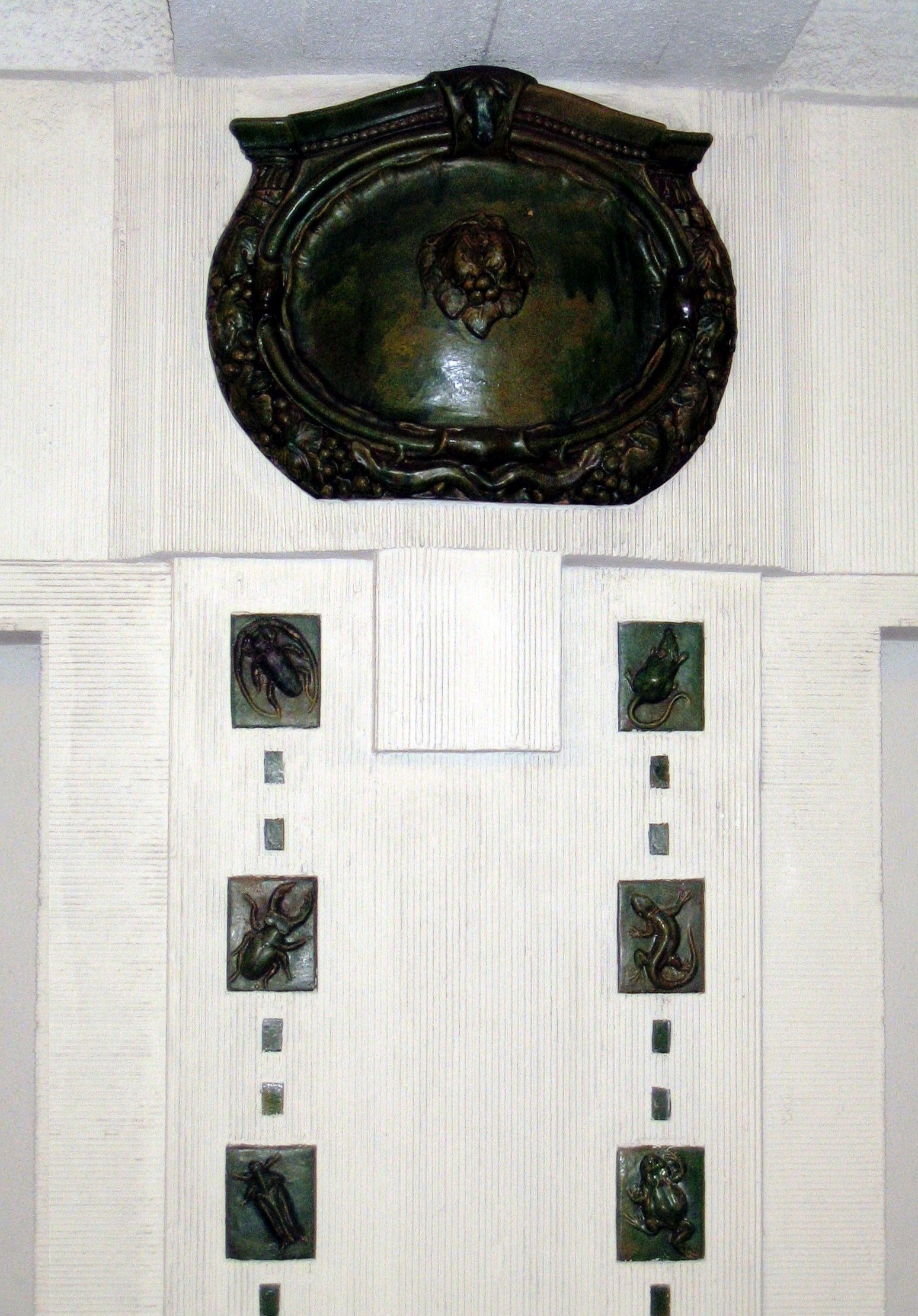
Väggdekor, detalj.
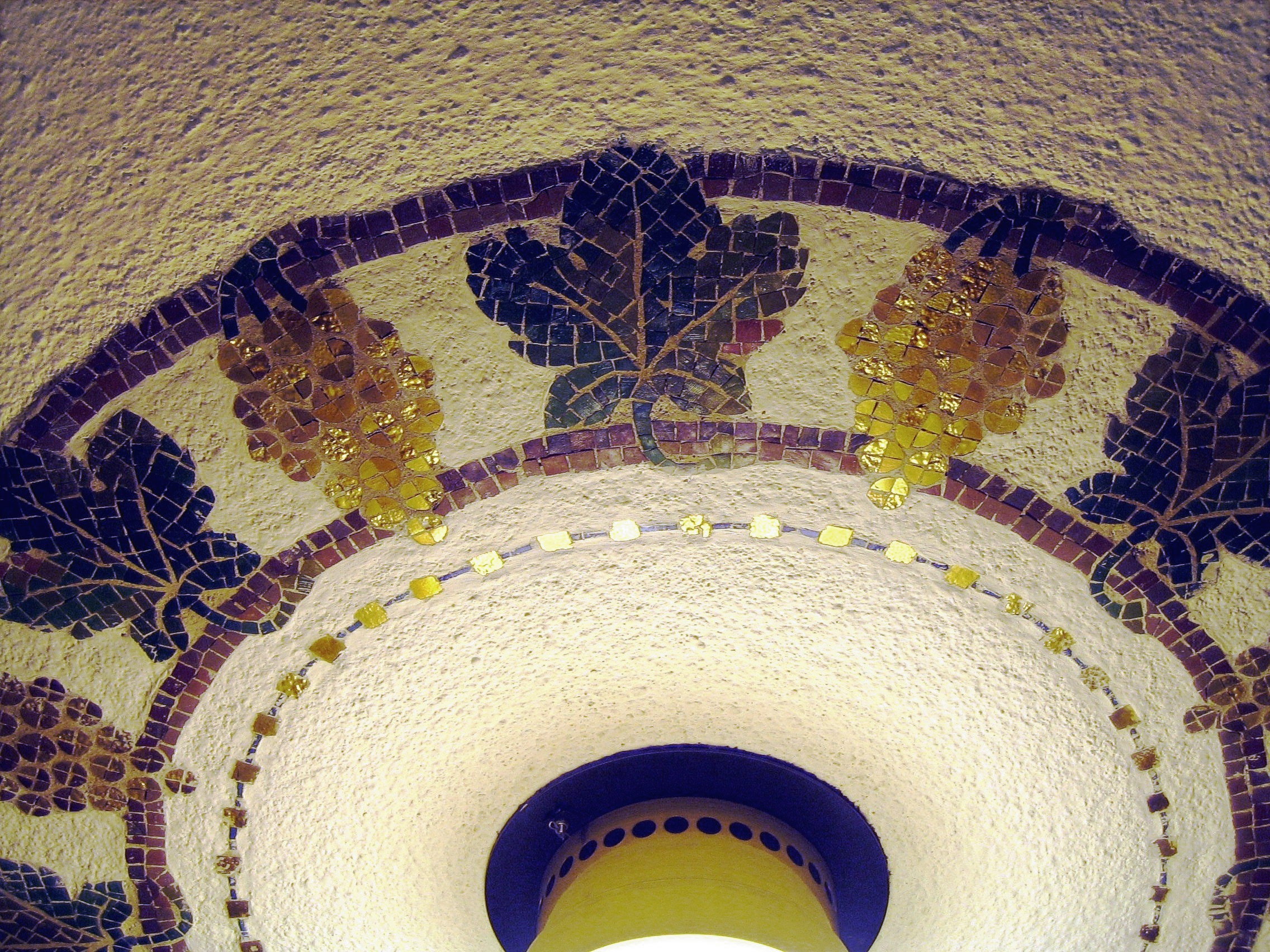
Lampfäste.